# Anastatus bifasciatus
Anastatus bifasciatus är en stekelart som först beskrevs av Geoffroy 1785.  Anastatus bifasciatus ingår i släktet Anastatus och familjen hoppglanssteklar. Arten är reproducerande i Sverige. Inga underarter finns listade i Catalogue of Life.